# Krochte
Krochte (officieel: Crochte) is een gemeente in de Franse Westhoek, in het Franse Noorderdepartement (Frans: département du Nord). De gemeente ligt in Frans-Vlaanderen op de grens van het Houtland en het Blootland. Zij grenst aan de gemeenten Soks, Ekelsbeke, Bissezele, Zegerskappel, Pitgam en Stene. De gemeente telde op 1 januari 2022 658 inwoners.

## Geschiedenis
Op het grondgebied werden Gallische munten gevonden van de Morini, Atrebati en Nerviërs, evenals Romeinse munten, wat wijst op bewoning in die periode.
De oudste vermelding van het dorpje is van 1067 onder de naam Crochtem. In 1183 wordt het nog een keer vermeld als Crothan. De naam komt etymologisch van het Oudnederlandse woord krochte; wat een hoge en droge plaats betekent. Door de relatieve hoogte van de plaats ten opzichte van het omringende gebied. Het hoogste gedeelte van Krochte ligt nu op 32 meter. Krochte is hierdoor ook bijna nooit overstroomd geweest. De plaats ligt langs de vroegere Route du Collège, vroeger de Looweg geheten, een oude weg van Lo naar Loberge, een weg die voortdurend de verhogingen in het landschap volgde langs de rand van de vroegere kustlijn. In Krochte staat de Sint-Joriskerk die gebouwd is in 1663 met de stenen van de oudere kerk.

## Geografie
De oppervlakte van Krochte bedroeg op 1 januari 2022 7,83 vierkante kilometer; de bevolkingsdichtheid was toen 84 inwoners per km².

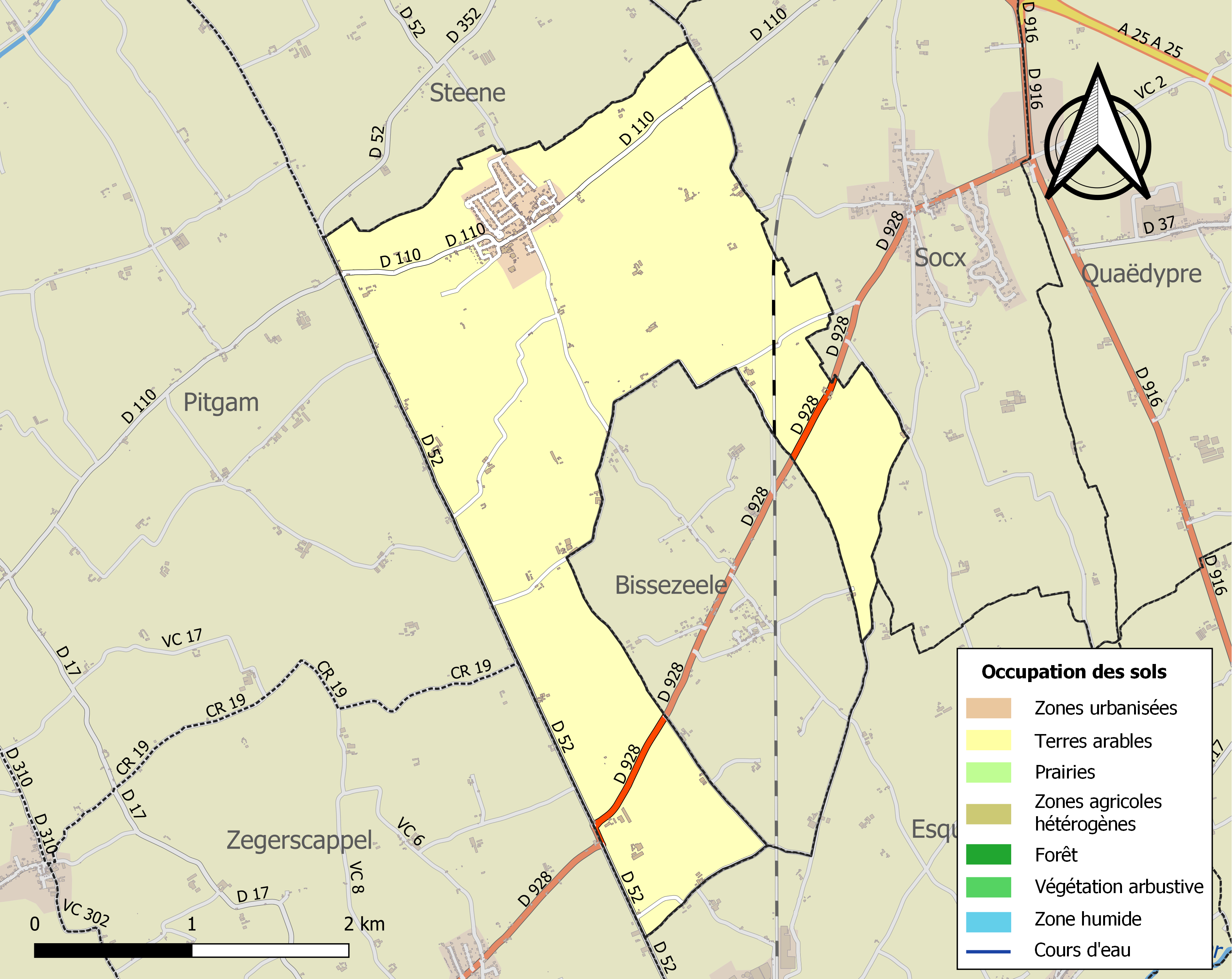
Kaart van de gemeente met belangrijkste infrastructuur, bodemgebruik en omliggende gemeenten

## Bezienswaardigheden
- De Sint-Joriskerk (Église Saint-Georges)

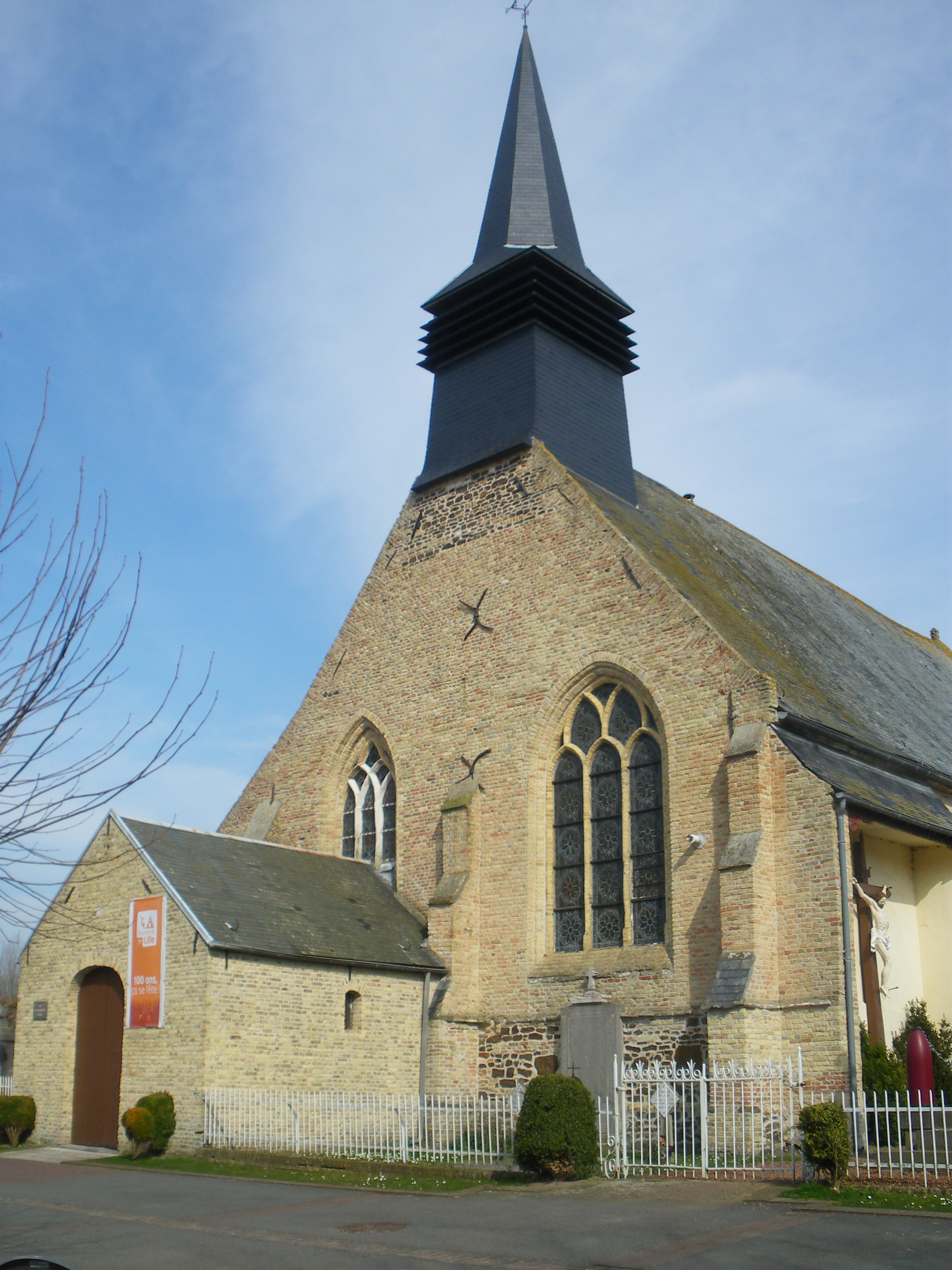
Sint-Joriskerk
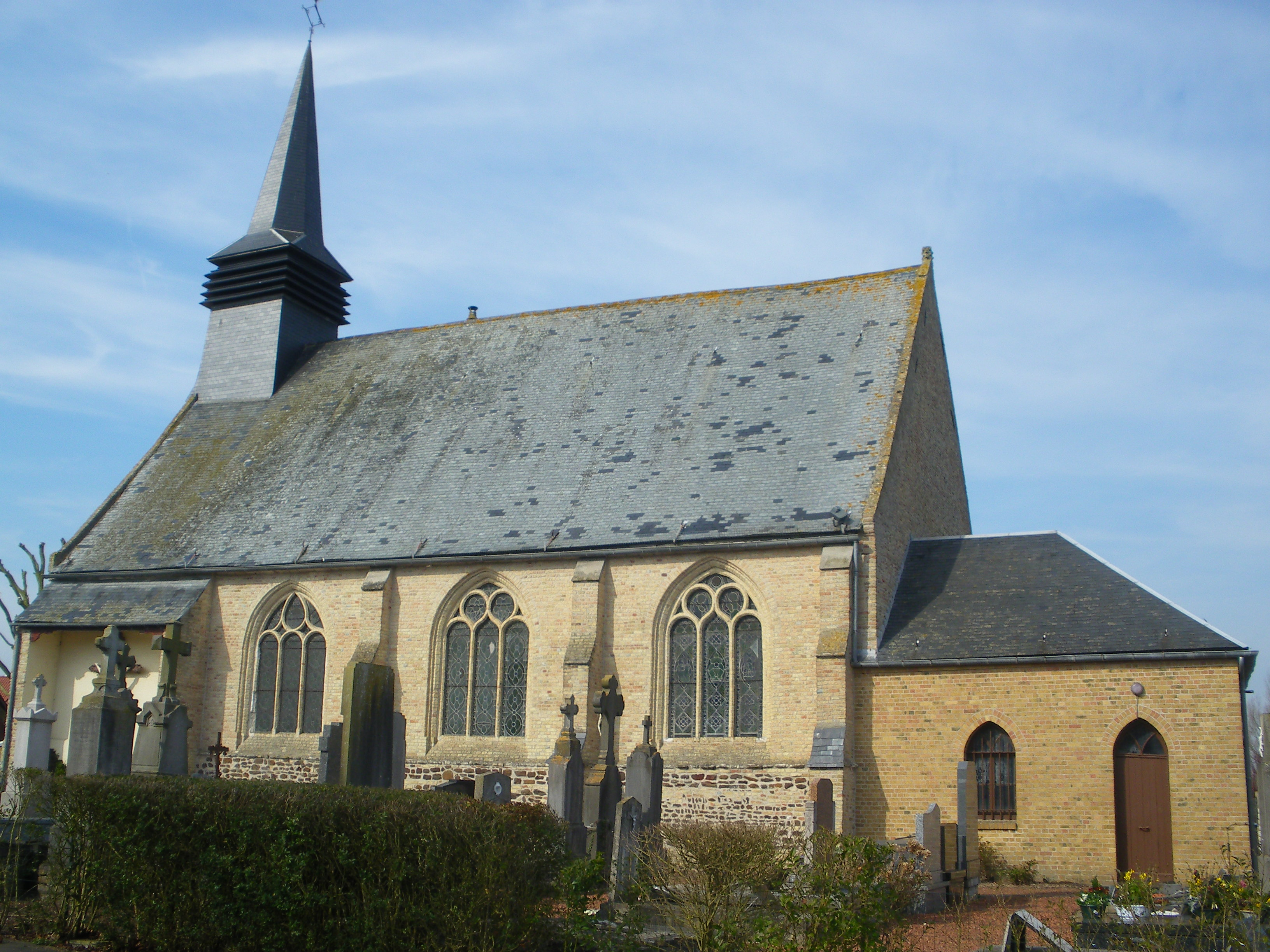
Sint-Joriskerk

## Natuur en landschap
Krochte ligt aan de noordrand van het Frankrijk op een hoogte van 4-32 meter.

## Demografie
Onderstaande figuur toont het verloop van het inwonertal (bron: INSEE-tellingen).

## Nabijgelegen kernen
Stene, Sint-Winoksbergen, Soks, Bissezele, Pitgam, Drinkam